# Coris venusta
Espèce
Statut de conservation UICN

 LC  : Préoccupation mineure
Coris venusta est une espèce de poissons de la famille des Labridae.

## Distribution
Espèce endémique des îles Hawaï.